# Andrea Luigi Paglieri
Andrea Luigi Paglieri (Verona, 17 novembre 1918 – Bene Vagienna, 9 agosto 1944) è stato un militare e partigiano italiano, decorato con la medaglia d'oro al valor militare alla memoria per il suo operato durante la Resistenza nel corso della seconda guerra mondiale.

## Biografia

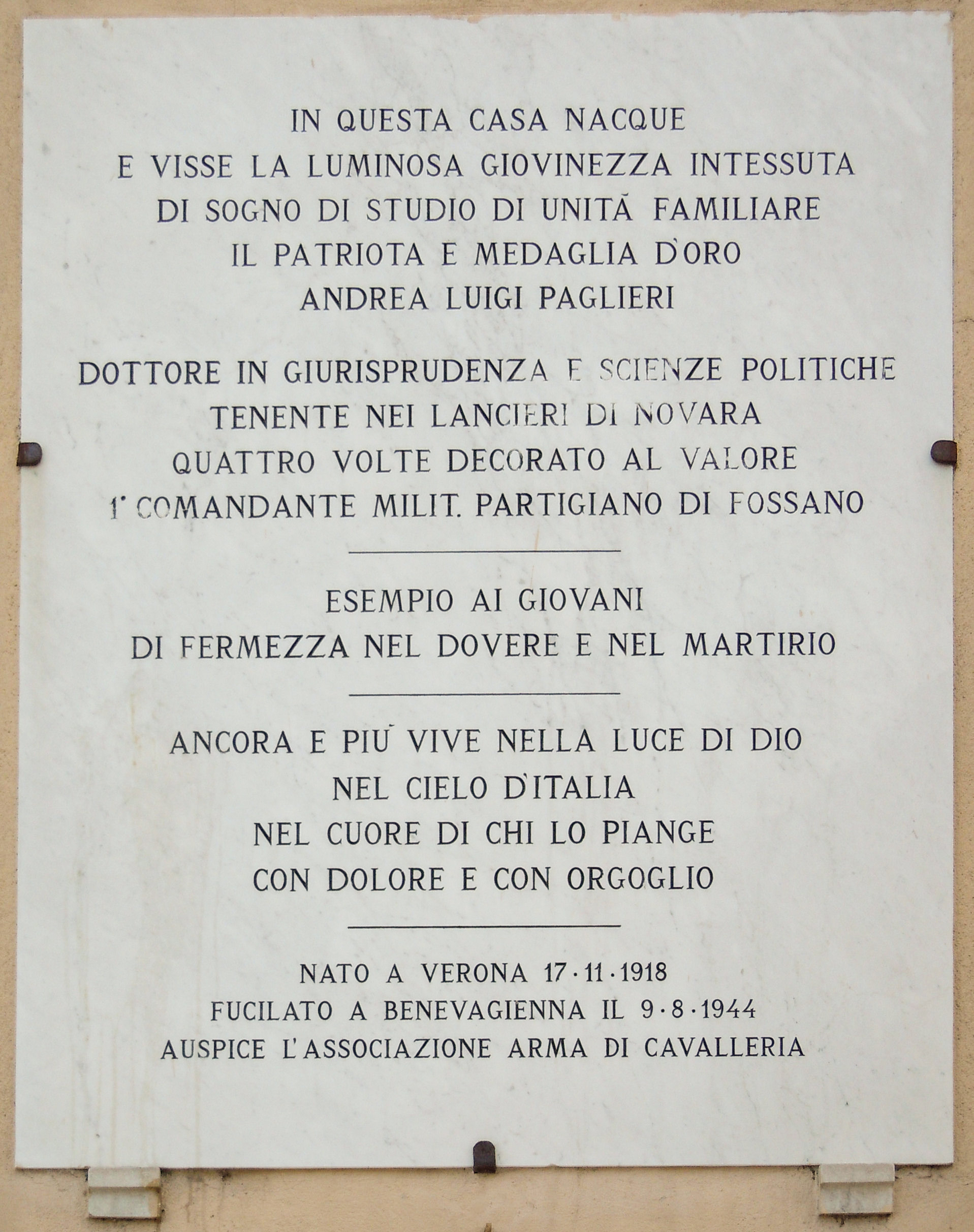
Lapide in memoria di Andrea Luigi Paglieri in Piazza Cittadella 12 a Verona

Nacque a Verona il 17 novembre 1918, figlio di Giuseppe e Maria Casella. Laureatosi in legge e laureando in scienze politiche presso l'Università di Parma, nel giugno 1941 fu arruolato nel Regio Esercito, arma di cavalleria, come sottotenente di complemento nel 5º Reggimento "Lancieri di Novara" allora di stanza nel territorio jugoslavo occupato. Rimpatriato con il suo reparto un mese dopo, parti poi per l'Unione Sovietica  dove combatté valorosamente al comando di un plotone del suo reggimento per oltre undici mesi, venendo decorato con una medaglia d'argento al valor militare, con la Croce di Ferro di II classe e la croce di guerra al valor militare. Rimpatriato per aver contratto una malattia venne assegnato al deposito reggimentale a Verona, dove si trovava ancora convalescente alla data della firma dell'armistizio di Cassibile. Accorse subito per partecipare alla difesa della caserma e quando questa cadde in mano tedesca, si rifugiò dapprima sulle Prealpi Veronesi e quindi raggiunse la famiglia a Fossano. Presi contatti con esponenti del Partito d'Azione entrò nelle file della Resistenza e si dedicò all’organizzazione delle formazioni partigiane di Giustizia e Libertà.
A capo della 20ª Brigata Giustizia e Libertà, guidò i propri compagni in numerose azioni di sabotaggio e in tentativi di liberazione dei carcerati politici reclusi nel carcere di Fossano. Accusato da un delatore, venne fatto prigioniero dalle Brigate Nere il 1º agosto 1944. Fu poi trasferito a Savigliano, e lì venne torturato e seviziato a lungo. Negli stessi giorni fu proposto uno scambio di prigionieri nel tentativo di salvarlo, ma la richiesta non ebbe esito positivo. Da Savigliano fu allora condotto a Bene Vagienna, dove venne fucilato il 9 agosto insieme a Biagio Barbero e Giuseppe Priola.
Dopo la sua morte, gli è stata intitolata la 20ª Brigata Giustizia e Libertà, di cui fu comandante. A lui è dedicata la caserma di Codroipo, e due vie a Verona e Fossano. L'Università di Parma gli conferì la laurea ad honorem in scienze politiche alla’ memoria.